# Gómez Palacio
Gómez Palacio är en ort i kommunen Gómez Palacio i norra Mexiko och är belägen i den nordöstra delen av delstaten Durango, vid gränsen mot delstaten Coahuila. Centralorten har cirka 270 000 invånare (2014). Gómez Palacio ingår i storstadsområdet Zona Metropolitana de La Laguna, vars huvudort Torreón ligger i Coahuila på andra sidan delstatsgränsen.